# إدوارد فيلد
إدوارد فيلد (بالإنجليزية: Edward Field)‏ هو ناشر وطيار مقاتل وكاتب وشاعر أمريكي، ولد في 7 يونيو 1924 في بروكلين في الولايات المتحدة.

## وصلات خارجية
- الموقع الرسمي